# Михайловский сельсовет (Липецкая область)
Михайловский сельсове́т — сельское поселение в Становлянском районе Липецкой области. 
Административный центр — село Толстая Дубрава.

## История
В соответствии с законами Липецкой области №114-оз от 02.07.2004 и №126-оз от 23.09.2004 сельсовет наделён статусом сельского поселения, установлены границы муниципального образования.
В ноябре 1984 года из   Ламского сельсовета переведены деревни Большой Лотошок,  Малый Лотошок,  Гора, сёла Новоспасское, Семенек .

## Население
| 2010 | 2012  | 2013  | 2014 | 2015 | 2016 | 2017 |
| ---- | ----- | ----- | ---- | ---- | ---- | ---- |
| 1078 | ↘1036 | ↘1014 | ↘996 | ↘961 | ↘956 | ↘955 |
| 2018 | 2021  |       |      |      |      |      |
| ↘928 | ↗1001 |       |      |      |      |      |

## Состав сельского поселения
| №  | Населённый пункт | Тип населённого пункта       | Население |
| -- | ---------------- | ---------------------------- | --------- |
| 1  | 2-я Ламская      | деревня                      | 27        |
| 2  | Александровка    | деревня                      | 63        |
| 3  | Алексеевка       | деревня                      | 2         |
| 4  | Большой Лотошок  | деревня                      | 21        |
| 5  | Гора             | посёлок                      | 8         |
| 6  | Малый Лотошок    | деревня                      | 31        |
| 7  | Михайловка       | деревня                      | 47        |
| 8  | Новоспасское     | село                         | 12        |
| 9  | Семенек          | село                         | 189       |
| 10 | Толстая Дубрава  | село, административный центр | 650       |
| 11 | Широкий          | посёлок                      | 28        |

### Упразднённые населённые пункты
- Егорьевский — упразднённый в 2001 году посёлок[14].
- Прозоровка — упразднённая в 2001 году деревня[14]
- Христофоровка — упразднённая в 2001 году деревня[14]